# Right Now (Atomic-Kitten-Lied)
Right Now ist die Debütsingle der britischen Pop-Girlgroup Atomic Kitten. Der Song ist auch an erster Stelle in ihrem Debütalbum des gleichen Namens gelistet. Von Right Now gibt es zwei Versionen, da das Bandmitglied Kerry Katona aufgrund ihrer Schwangerschaft im Sommer 2001 durch die frühere Precious-Sängerin Jenny Frost abgelöst wurde.

## Right Now

### Covergestaltung
Das Singlecover zeigt die drei damaligen Bandmitglieder Liz McClarnon, Katona und Natasha Hamilton (von links nach rechts), die stehend – Arm in Arm – die betrachtende Person lächelnd ansehen. Im Vordergrund befinden sich die Schriftzüge Right Now und Atomic Kitten in Orange-gelb. Der Hintergrund ist von Gebäuden umgebend weiß gehalten.

### Titellisten
Single
1. Right Now (Radio Edit) – 3:28
2. Something Spooky (Titelmusik zu BBC’s Belfry Witches) – 2:40

Maxi
1. Right Now (Radio Edit) – 3:28
2. Right Now (Solomon Pop Mix) – 5:50
3. Right Now (K-Klass Phazerphunk Radio Edit) – 3:32
4. Right Now (Video) – 3:37

### Musikvideo
Das Musikvideo zu Right Now beginnt mit Arbeitern, die den gefliesten Tanzboden im Studio zusammenbauen. Es zeigt die drei Bandmitglieder, die in glänzenden Jacken durch Liverpool schlendern, in einer Bäckerei, in einem Aufzug in einem Kaufhaus, beim Einsteigen in ein Auto und in einem offenen Doppeldeckerbus. Das Video enthält zudem Aufnahmen von Hamilton, McClarnon und Katona in drei Tunneln gleichzeitig (rot und blau). Während des ersten Refrains tanzen die drei samt den Background Tänzer auf einer bunt gefliesten Tanzfläche mit Löchern zu den Tunneln, mit Radiolautsprechern an der Seite und einer grünen Rampe.

## Right Now 2004
Als sich Atomic Kitten 2004 trennten, veröffentlichten sie eine aktualisierte Version des Titels auf der Single Someone like Me als eine Art „Abschiedsgeschenk“ für ihre Fans. Right Now 2004 wurde auf ihrem Greatest-Hits-Album veröffentlicht, wobei Someone like Me bereits im Jahr zuvor auf ihrem dritten Studioalbum Ladies Night erschien.
Während es sich bei der Originalversion um einen Disco-Pop-Song im Stile der 1990er handelt, unterscheidet sich das 2004er-Pendant deutlich, da sich dieses mehr an den Tanzsongs der frühen 2000er anlehnt.

### Covergestaltung
Das Singlecover zeigt die drei Bandmitglieder Frost, McClarnon und Hamilton (von links nach rechts), die auf einer weißen Couch sitzend die betrachtende Person ansehen. Im oberen linken Teil befinden sich die Schriftzüge Atomic Kitten und Someone like Me / Right Now 2004 in weiß. Der Hintergrund ist ebenfalls in weiß gehalten.

### Titellisten
Single
1. Right Now 2004 – 3:45
2. Someone like Me – 2:05

Maxi
1. Right Now 2004 – 3:45
2. Someone like Me – 2:05
3. Wild – 3:42
4. Right Now 2004 (Video) – 3:45

### Musikvideo
Im Musikvideo zu Right Now 2004 werden Videomitschnitte aus der Bandgeschichte eingeblendet. In der Schlusssequenz sieht man wie Liz McClarnon, Jenny Frost und Natasha Hamilton eine Rolltreppe hochfahren und dabei in die Kamera winken. Diese Szene ist in Schwarz-weiß gehalten und wird postwendend von einem Text im Englischen überblendet:

“A big thanks to all our wonderful fans who have supported us throughout the years. We couldn't have done it without you! We love you all. See you soon...”

„Ein großes Dankeschön an all unsere wundervollen Fans, die uns im Laufe der Jahre unterstützt haben. Ohne euch hätten wir es nicht geschafft! Wir lieben euch alle. Bis bald...“

## Charts und Chartplatzierungen
| ChartsChartplatzierungen     | Höchstplatzierung | Wochen |
| ---------------------------- | ----------------- | ------ |
| Vereinigtes Königreich (OCC) | 10 (11 Wo.)       | 11     |

| ChartsChartplatzierungen     | Höchstplatzierung | Wochen |
| ---------------------------- | ----------------- | ------ |
| Deutschland (GfK)            | 67 (6 Wo.)        | 6      |
| Schweiz (IFPI)               | 42 (4 Wo.)        | 4      |
| Vereinigtes Königreich (OCC) | 8 (9 Wo.)         | 9      |